# Herpesvirales
Gli Herpesvirales sono un ordine di virus con genoma a DNA a doppio filamento, facenti parte del dominio Duplodnaviria. Herpesvirales è l'unico ordine della classe Herviviricetes, a sua volta unico rappresentante del phylum Peploviricota. L'ordine Herpesvirales è stato ufficialmente inserito nella classificazione dei virus dell'International Committee on Taxonomy of Viruses (ICTV).

## Genoma e struttura
I virioni sono dotati di involucro. Il capside è isometrico a simmetria icosaedrica, di dimensioni comprese tra i 100 e i 110 nm, ed è circondato da una matrice proteica, a sua volta circondata dall'involucro fosfolipidico, che contiene proteine di membrana. Il genoma è costituito da un'unica molecola di DNA a doppio filamento, di dimensioni comprese tra 125 e 290 kbp.

## Classificazione
Fino al 2008 tutti gli herpes virus erano raggruppati nella famiglia degli Herpesviridae, la quale non era assegnata a nessun ordine. Nel 2008 l'ICTV li ha suddivisi in tre famiglie, raggruppate nell'ordine herpesvirales, principalmente in base al tipo di ospite. La famiglia Herpesviridae raggruppa i virus che infettano mammiferi, rettili e uccelli, la famiglia Alloherpesviridae (da ἄλλος, altro) raggruppa i virus che infettano anfibi e pesci, la famiglia Malacoherpesviridae (da μαλάκιον, mollusco) raggruppa i virus che infettano i bivalvi.
- Famiglia Herpesviridae
  - Sottofamiglia Alphaherpesvirinae
    - Genere Iltovirus
    - Genere Mardivirus
    - Genere Simplexvirus
    - Genere Scutavirus
    - Genere Varicellovirus

  - Sottofamiglia Betaherpesvirinae
    - Genere Cytomegalovirus
    - Genere Muromegalovirus
    - Genere Proboscivirus
    - Genere Roseolovirus

  - Sottofamiglia Gammaherpesvirinae
    - Genere Lymphocryptovirus
    - Genere Macavirus
    - Genere Percavirus
    - Genere Rhadinovirus
- Famiglia Alloherpesviridae
  - Genere Batrachovirus
  - Genere Cyprinivirus
  - Genere Ictalurivirus
  - Genere Salmonivirus
- Famiglia Malacoherpesviridae
  - Genere Aurivirus
  - Genere Ostreavirus